# Ruth Maier
Ruth Maier (Wenen, 10 november 1920 - Auschwitz, 1 december 1942) was een Oostenrijks-Joodse vluchteling in Noorwegen. In haar dagboeken beschreef ze haar ervaringen met de Holocaust in Oostenrijk en Noorwegen. Deze zijn vertaald in verschillende talen, waaronder het Nederlands, Engels en Duits. Maier wordt de Noorse dan wel Oostenrijkse Anne Frank genoemd.

## Biografie
Maier werd geboren in een grotendeels geassimileerd Joods gezin. Haar vader Ludwig was gepromoveerd in de filosofie, beheerste negen talen en bekleedde een hoge functie bij de Oostenrijkse post- en telegraafdienst. Hij stierf in 1933 aan wondroos.
Tijdens de Tweede Wereldoorlog wist haar jongere zus Judith te ontsnappen naar het Verenigd Koninkrijk. Via de contacten van haar vader vond Maier onderdak in Noorwegen, waar ze op 30 januari 1939 met de trein aankwam. Daar verbleef ze enige tijd in Lillestrøm bij een Noors gezin en leerde ze binnen een jaar vloeiend Noors spreken. Ook voltooide ze haar examen. Ze raakte bevriend met de latere schrijfster Gunvor Hofmo die vrijwilligerswerk deed in een kamp in Biri, een plaats in de gemeente Gjøvik.
In de relatief korte tijd dat Maier in Noorwegen woonde, was ze een van de modellen voor het standbeeld Surprised van de Noorse beeldhouwer Gustav Vigeland. Het is permanent tentoongesteld in het Frognerpark in Oslo. Hoewel het gezicht ervan gebaseerd is op het gezicht van Inga Syvertsen, is de houding gebaseerd op de schrikreactie van Maier. Tijdens het model staan probeerde ze namelijk haar naakte lichaam te bedekken toen er onverwacht iemand binnenkwam. Het beeld werd in 1942 voltooid en in 2002 in brons gegoten.
Hoewel ze een visum had voor Engeland, bleef Maier in Noorwegen om haar examens af te ronden. Op het moment dat de Duitsers in april 1940 Noorwegen binnenvielen, was haar visum inmiddels verlopen. De Verenigde Staten wilden haar geen visum verlenen. Maier huurde in het begin van de herfst van 1942 een kamer op Dalbergstien 3 in Oslo. Dit was een internaat voor meisjes. Op 26 november 1942 werd ze gearresteerd en dezelfde dag nog gedeporteerd. Bij aankomst in Auschwitz op 1 december 1942 werd ze meteen naar de gaskamers geleid.
De Britse filosoof Stephan Körner (1913-2000) was Maiers volle neef en hij overleefde de Holocaust, net als haar zus Judith.

## Nagedachtenis
Op 30 augustus 2010 werd ter nagedachtenis van Maier een struikelsteen geplaatst voor het voormalige internaat. Het was daarmee een van eerste struikelstenen in Noorwegen.
De Ruth Maier-poort in Strømmen en de Ruth Maiers plass in Oslo zijn naar Maier vernoemd. In Wenen bevindt zich het Ruth Maierpark.
De documentaire Ruth Maier - die Anne Frank von Österreich, Dokumentation aus der Reihe Menschen & Mächte van Robert Gokl verscheen in 2022.

## Publicatie
Hofmo had Maiers dagboeken en de meeste correspondentie tussen de twee vrouwen bewaard. In 1953 benaderde ze uitgeverij Gyldendal, maar zij waren niet geïnteresseerd in de publicatie ervan. Na Hofmo's overlijden in 1995 doorzocht de Noorse dichter en vertaler Jan Erik Vold haar archief, omdat hij over Hofmo wilde schrijven. Tijdens dit onderzoek stuitte hij op de dagboeken van Maier, die in Duits geschreven waren. Tien jaar lang redigeerde hij de dagboeken alvorens uitgeverij Gyldendal alsnog overging tot publicatie ervan. Vold was erg onder de indruk van Maiers niveau en vergeleek het met dat van de Duitse filosofe Hannah Arendt. In 2014 werd het Maier-archief opgenomen in het documentair erfgoed van Noorwegen en daarmee op de Werelderfgoedlijst van UNESCO.

## Privéleven
Maier had een relatie met Hofmo. Dit blijkt uit de dagboeken waarin ze de relatie typeert als hecht en intiem, en ze Hofmo haar minnaar noemt.